# إنجيل بطرس
إنجيل بطرس مكتوب باللغة اليونانية، ويرجح الباحثين أنه كتب خلال القرن الثاني الميلادي وأنه كان مستعملاً في ذلك الوقت باعتباره إنجيلا شرعيا أو رسميا، غير أن النسخة المكتشفة لهذا الإنجيل غير كاملة، ولكن ما بقى منها يصور اللحظات الأخيرة في حياة المسيح، ويتفق مع الأناجيل الأخرى في بعض التفاصيل. ويظهر من خلال أسلوب هذا الإنجيل أن كاتبه هو بطرس الرسول حواري المسيح أو سمعان بن يونا. وفي كتابات أفيقبوس في نصف القرن ألرابع أن أسقف أنطاكيا ألمتوفي سنة 210 يقول أن هذا الاسقف رفض ألإعتراف بإنجيل بطرس الذي كان منتشرًا في بلاد ألشام وفلسطين. يقول القديس إيروزيموس سنة 253 أن هذا ألإنجيل يقوم على هرتقات لانه متعارض مع الاناجيل الكنسيه المستمده من إنجيل بولس وتوجد محتويات إنجيل بولس في رسائله بالعهد الجديد وهي تتلخص في نظرية بولس في الفداء بيسوع وتاليه يسوع وإلغاء الشريعة أي إلغاء فاعلية العهد القديم.